# Satellite Catalog Number
El Número de Catálogo de Satélite (también conocido como Número de Catálogo NORAD, ID de NORAD, número de catálogo de la NASA, número de objeto USSPACECOM o simplemente número de catálogo y variantes similares) es un número secuencial de 5 dígitos asignado por el Comando Espacial de los Estados Unidos a todas las órbitas terrestres Satélites en orden de identificación. Antes de USSPACECOM, el catálogo era mantenido por NORAD. El primer objeto catalogado, número de catálogo 00001, es el vehículo de lanzamiento Sputnik 1, con el número de catálogo asignado por satélite Sputnik 1 00002.
A agosto de 2017, el Catálogo Maestro del Centro Nacional de Datos de Ciencia del Espacio enumeró más de 42,900 objetos rastreados, incluyendo más de 7,800 satélites lanzados en órbita desde 1957.